# Uniunea Matematică Internațională
Uniunea Matematică Internațională este o organizație neguvernamentală creată în scopul colaborării matematicienilor din întreaga lume.
Face parte din Consiliul Internațional pentru Știință și susține congresele internaționale ale matematicienilor.
Membrii acesteia sunt organizații naționale ale matematicienilor din peste 80 de țări.
A fost fondată în 1919, dar desființată în 1936 și reînființată în 1951.
Sediul organizației a fost stabilit în 2010 la Berlin în incinta „Institutului Weierstraß pentru Analiză Aplicată și Stocastică”. 
Până în acel moment, sediul se muta din țară în țară, după proveniența secretarului general.

## Conducerea
Lista președinților Uniunii Matematice Internaționale din 1952 până în prezent:
1952–1954:  Marshall Harvey Stone (vice:  Émile Borel,  Erich Kamke)
1955–1958:  Heinz Hopf (vice:  Arnaud Denjoy,  W. V. D. Hodge)
1959–1962:  Rolf Nevanlinna (vice:  Pavel Alexandrov,  Marston Morse)
1963–1966:  Georges de Rham (vice:  Henri Cartan,  Kazimierz Kuratowski)
1967–1970:  Henri Cartan (vice:  Mikhail Lavrentyev,  Deane Montgomery)
1971–1974:  K. S. Chandrasekharan (vice:  Abraham Adrian Albert,  Lev Pontryagin)
1975–1978:  Deane Montgomery (vice:  J. W. S. Cassels,  Miron Nicolescu,  Gheorghe Vrânceanu)
1979–1982:  Lennart Carleson (vice:  Masayoshi Nagata,  Yuri Vasilyevich Prokhorov)
1983–1986:  Jürgen Moser (vice:  Ludvig Faddeev,  Jean-Pierre Serre)
1987–1990:  Ludvig Faddeev (vice:  Walter Feit,  Lars Hörmander)
1991–1994:  Jacques-Louis Lions (vice:  John H. Coates,  David Mumford)
1995–1998:  David Mumford (vice:  Vladimir Arnold,  Albrecht Dold)
1999–2002:  Jacob Palis (vice:  Simon Donaldson,  Shigefumi Mori)
2003–2006:  John M. Ball (vice:  Jean-Michel Bismut,  Masaki Kashiwara)
2007–2010:  László Lovász (vice:  Zhi-Ming Ma,  Claudio Procesi)
2011–2014:  Ingrid Daubechies (vice:  Christiane Rousseau,  Marcelo Viana)
2015–2018:  Shigefumi Mori (vice:  Alicia Dickenstein,  Vaughan Jones)